# ميشيل بوك
ميشيل بوك هو مؤرخ كندي، ولد في 3 ديسمبر 1971 في غريتر سودبوري في كندا.